# Catatonica
Catatonica è un singolo del rapper italiano Marracash, pubblicato il 22 dicembre 2015 come primo estratto dalla riedizione del quarto album in studio Status.

## Descrizione
Catatonica è un brano hip hop dove il rapper attacca il panorama musicale italiano e anche la situazione politica dell'Italia.

## Video musicale
Il videoclip, diretto da Alessandro Murdaca, è stato pubblicato il 22 dicembre 2015 attraverso il canale YouTube del rapper.

## Tracce
1. Catatonica – 3:37